# Suscettanza
Nei circuiti elettrici in corrente alternata si definisce suscettanza (indicata con la lettera B) la componente immaginaria dell'ammettenza. La suscettanza si misura in siemens (o più raramente in mho).

## Condensatore
Utilizzando la relazione costitutiva di un condensatore, {\displaystyle I=C{\frac {dV}{dt}}\;} in cui C è la capacità del condensatore, e tenendo conto del fatto che l'operazione di derivazione dei fasori si ottiene nel seguente modo: {\displaystyle {\frac {d{\bar {X}}}{dt}}=j\omega {\bar {X}}\;} (in cui j è l'unità immaginaria e {\displaystyle \omega \;} la pulsazione), 
si ha che {\displaystyle {\bar {I}}=j\omega C{\bar {V}}.\;}
{\displaystyle {\bar {Y}}={\frac {\bar {I}}{\bar {V}}}=j\omega C\;} rappresenta pertanto l'ammettenza del condensatore, che un numero complesso formato interamente da parte immaginaria. L'ammettenza coincide quindi con la suscettanza moltiplicata per l'unità immaginaria; si può calcolare in tal modo la suscettanza di un condensatore (suscettanza capacitiva), che è pari a 
{\displaystyle B_{C}=\omega C\;}.

## Induttore
Tramite la relazione costitutiva degli induttori, {\displaystyle V=L{\frac {dI}{dt}}\;}, in cui L rappresenta l'induttanza dell'induttore, e tenendo presente l'operazione di derivazione dei fasori, si ha:
{\displaystyle {\bar {V}}=j\omega L{\bar {I}}.\;}
L'ultima formula consente, ricavando {\displaystyle {\bar {I}}\;} in funzione di {\displaystyle {\bar {V}}\;} e portando l'unità immaginaria a numeratore, di calcolare l'ammettenza per l'induttore, che è pari a {\displaystyle {\bar {Y}}={\frac {\bar {I}}{\bar {V}}}=-{\frac {j}{\omega L}}\;}. La suscettanza (suscettanza induttiva) sarà pertanto pari a 
{\displaystyle B_{L}=-{\frac {1}{\omega L}}\;}.